# 盗热
盗热是生物中的一種現象，是指有些動物通過其他動物產生的熱能進行體溫調節。恆溫動物和變溫動物中都存在盗热現象。例如很多動物聚集在一起相互取暖，此時就是一種盗热方式。同一棲息地的不同物種之間也能盗热。